# Antoine Verbeke
Antoine Verbeke (Brugge, 1 maart 1828 - Assebroek, 1 december 1907), officieel Antonius Henricus Vincentius Verbeke, ook gekend als A. Verbeke-Carette, was een Belgisch tekenaar, graveur, beeldhouwer en architect. Door zijn activiteiten stimuleerde hij de verspreiding van de uit Engeland geïnspireerde neogotiek.

## Levensloop
Hij was een zoon van Franciscus Verbeke (°1801), opeenvolgend genoteerd als bakker, slachter en zaakwaarnemer, en van Agatha Lem (°1795), huishoudster en kantwerkster. Hij trouwde op 11 oktober 1855 met Marie-Jeanne Carette (Brugge, 18 november 1831 - 2 april 1885). Ze kregen twee kinderen: Alphonse (1851-1928), die aannemer en opzichter bij Bruggen en Wegen werd, en Marie (geboren en overleden in 1871).
Van 1842 tot 1847 volgde hij lessen aan de Brugse academie, onder meer bij de graveur Jacques Petyt. 

## Tekenaar
In 1846 tekende hij een contract voor vijf jaar met de steendrukker-lithograaf Edouard Daveluy. Zijn opvallendste werk bestond uit de illustraties die hij maakte voor het boek van Thomas Harper King, Les vrais principes de l'architecture ogivale ou chrétienne, waarin de auteur de ideeën van architect A. W. N. Pugin samenbracht.
King had Verbeke opgemerkt en had hem opgeleid in het tekenen en graveren van neogotische onderwerpen. Onder meer de titelbladzijde van Les vrais principes was van de hand van Verbeke. Hij leverde verder passende illustraties voor de boeken die King publiceerde over neogotische architectuur en edelsmeedwerk. In 1859 verhuisde King onverwacht weer naar Engeland en er bleek bij Daveluy onvoldoende andere werk te worden gevonden voor Verbeke. 

## Meubilair
Hij moest zich wel als zelfstandige vestigen en vanaf 1860 maakte hij zich bekend als tekenaar en beeldhouwer. Voortaan ontwierp en vervaardigde hij vooral neogotisch kerkmeubilair voor de kerken die hij de opdracht kreeg te bouwen of te verbouwen. In de eerste plaats deed hij het voor de door zijn leermeester King ontworpen Heilige Magdalenakerk in Brugge.
Voor die kerk ontwierp hij:
- het hoofdaltaar, dat was toegewijd aan de heilige Magdalena, naar een model dat hij vond in Magdeburg. Het stenen altaar werd in 1862 uitgevoerd door de beeldhouwer Van Nieuwenhuyze en gepolychromeerd door M. Goethals.
- het Sacra-zijaltaar, dat in steen werd uitgevoerd door aannemer Geerst uit Leuven.
- het Maria-zijaltaar, zelfde ontwerp en bouw als hierboven.
- vier biechtstoelen, uitgevoerd in 1871 en 1874.
- de predikstoel, waarvan het snijwerk werd uitgevoerd door Loosveld uit Ieper.
- de doopvont, uitgevoerd in steen van Ecaussines, op een marmeren achtkantig voetstuk. De ijzeren gesmede afsluiting werd gemaakt naar een tekening van Louis Grossé.
- De orgelkasten, voor een Scheyvenorgel dat in 1873 werd gebouwd.
- het triomfkruis, in 1873 door Verbeke ontworpen. Boven op een steunbalk stond een indrukwekkende Christus aan het kruis, met op de vier uiteinden de symbolen van de vier evangelisten.
- de koorlessenaar, op basis van een tekening van Verbeke uitgevoerd  door Loosbergh, bestond uit de voorstelling van een arend rustend op een draak.
- de communiebank, werd uitgevoerd door Van Nieuwenhuyze.

## Architectuur
Hij maakte in deze kerk kennis met de medepastoor Pieter Billiet, die hem introduceerde in kerkelijke kringen, waar hij zich als architect kon affirmeren. Wanneer Billiet tot pastoor in Kerkhove werd benoemd, vertrouwde hij de restauratie van de parochiekerk en de bouw van een pastorie (1865) aan Verbeke toe. Toen hij later als kanunnik van de kathedraal naar Brugge terugkeerde, vertrouwde hij de restauratie van zijn woonhuis eveneens aan Verbeke toe. Het ging om het vroeger refugehuis van de Sint-Pietersabdij van Oudenburg in de Zilverstraat.
Van november 1878 tot maart 1879 kwam een korte onderbreking in zijn loopbaan voor. Hij werd namelijk benoemd tot stadsarchitect van Tielt en tot directeur van de kunstacademie in deze stad. Maar na enkele maanden kwam hij tot de conclusie dat dit niets voor hem was en nam ontslag. Hij ging verder met het bouwen en restaureren, hoofdzakelijk van West-Vlaamse kerken en pastorieën. Voor het bouwen ging het onder meer over de volgende kerken:
- Kerkhove (1863-1867)
- Jabbeke, Sint-Blasiuskerk (1871-1875)
- Leffinge (1877-1879), de Onze-Lieve-Vrouwekerk, bijgenaamd de kathedraal van het Noorden
- Lichtervelde (1878-1881)
- Sijsele (1891-1894)
- Snellegem (1892-1893).

Bij de volgende kerken ging het om gedeeltelijk heropbouw en restauratie:
- Kortemark (consolidatie toren) (1877-1880)
- Nieuwmunster (1879-1883)
- Stalhille (1886)
- Westouter (1886)
- Stavele (1890-1892)
- Houthulst (de toren) (1886)
- Heist (1885-1887).

## Verbeke en Samuel Coucke
Antoine Verbeke was een jeugdvriend van de glazenier Samuel Coucke. Ze bewogen zich beiden, net zoals Louis Grossé, schoonbroer van Coucke, in de kringen van de neogotische kunstbeweging.
Toen Verbeke in 1855 trouwde, was Samuel een van zijn twee getuigen. Toen Samuel op zijn beurt trouwde, offreerde Antoine hem een groot kunstig uitgewerkt paneel met daarop het huldedicht dat hij hem bij die gelegenheid aanbood.
Beide vrienden steunden elkaar in hun werkzaamheden. In de Magdalenakerk werden de drie middenramen in het hoogkoor geleverd door Samuel Coucke.
Toen Coucke in 1885 naar Jeruzalem reisde en in 1888 naar Rome, om er glasramen te gaan afleveren, was hij telkens door Verbeke vergezeld. In 1885 was deze pas weduwnaar geworden en was de reis een welkome afleiding.